# Helene (måne)
Helene er en af planeten Saturns måner: Den blev opdaget 1. marts 1980 af Pierre Laques og Jean Lecacheux, som observerede den fra Pic du Midi-observatoriet. Den kendes også som Saturn XII (XII er romertallet for 12), men lige efter opdagelsen fik den den midlertidige betegnelse S/1980 S 6. I 1988 vedtog den Internationale Astronomiske Union at opkalde den efter amazonen Helene fra den græske mytologi.
Helene følger samme omløbsbane omkring Saturn, på den måde at Helene ligger i Lagrange-punktet L4 i Saturn-Dione-systemet; hele tiden 60 grader foran Dione, og af den grund er Helene undertiden blevet omtalt som "Dione B". Månen Polydeuces befinder sig ved punktet L5 i samme system.